# Carlos Longo
Carlos Longo Esteban (* 5. Februar 1982 in Huelva) ist ein spanischer Badmintonspieler.

## Karriere
Carlos Longo gewann nach mehreren nationalen Titeln im Nachwuchsbereich 2009 seinen ersten Titel bei den Erwachsenen im Mixed mit Haideé Ojeda. Ein Jahr später verteidigten beide diesen Meistertitel. Bei den Weltmeisterschaften 2005, 2006 und 2010 unterlag Longo ebenso wie bei der Sommer-Universiade 2007 jeweils im Auftaktmatch und konnte sich somit nicht im Vorderfeld platzieren. 2004 siegte er bei den Brazil International.

## Sportliche Erfolge
| Saison | Veranstaltung                               | Disziplin    | Platz | Name                            |
| ------ | ------------------------------------------- | ------------ | ----- | ------------------------------- |
| 1996   | Spanien: Meisterschaft U15                  | Herreneinzel | 1     | Carlos Longo                    |
| 1996   | Spanien: Meisterschaft U15                  | Herrendoppel | 1     | Carlos Longo / Martín           |
| 1998   | Spanien: Meisterschaft U15                  | Herrendoppel | 1     | Guerrero / Yonathan Longo       |
| 2000   | Spanien: Einzelmeisterschaften der Junioren | Herrendoppel | 1     | Carlos Aragon / Carlos Longo    |
| 2001   | Spanien: Einzelmeisterschaften der Junioren | Mixed        | 1     | Carlos Longo / Laura Molina     |
| 2001   | Spanien: Einzelmeisterschaften der Junioren | Herreneinzel | 1     | Carlos Longo                    |
| 2004   | Brazil International                        | Mixed        | 1     | Carlos Longo / Laura Molina     |
| 2007   | Victoria International                      | Mixed        | 3     | Carlos Longo / Laura Molina     |
| 2007   | North Shore City International              | Mixed        | 1     | Carlos Longo / Laura Molina     |
| 2007   | Spanien: Einzelmeisterschaften              | Herrendoppel | 2     | Rafael Fernández / Carlos Longo |
| 2008   | Spanien: Einzelmeisterschaften              | Herrendoppel | 2     | Rafael Fernández / Carlos Longo |
| 2009   | Spanien: Einzelmeisterschaften              | Mixed        | 1     | Carlos Longo / Haideé Ojeda     |
| 2010   | Spanien: Meisterschaft                      | Mixed        | 1     | Carlos Longo / Haideé Ojeda     |